# وری (لریک)
وری (به لاتین: Veri) یک منطقه مسکونی در جمهوری آذربایجان است که در شهرستان لریک واقع شده‌است. وری ۷۸۶ نفر جمعیت دارد.

## ریشه واژه
وری در زبان تالشی به‌معنی بالا است و اشاره به روستایی بالایی یا بالادست دارد.